# کورت پفلوگبایل
کورت پفلوگبایل (انگلیسی: Kurt Pflugbeil؛ ۹ مه ۱۸۹۰ – ۳۱ مهٔ ۱۹۵۵) یک ژنرال اهل آلمان بود.وی از فرماندهان لوفت‌وافه بود.
یوهان پفلوگبایل برادر وی بود